# معركة القنطرة شرق
معركة القنطرة شرق
هي إحدى معارك حرب أكتوبر
المعركة

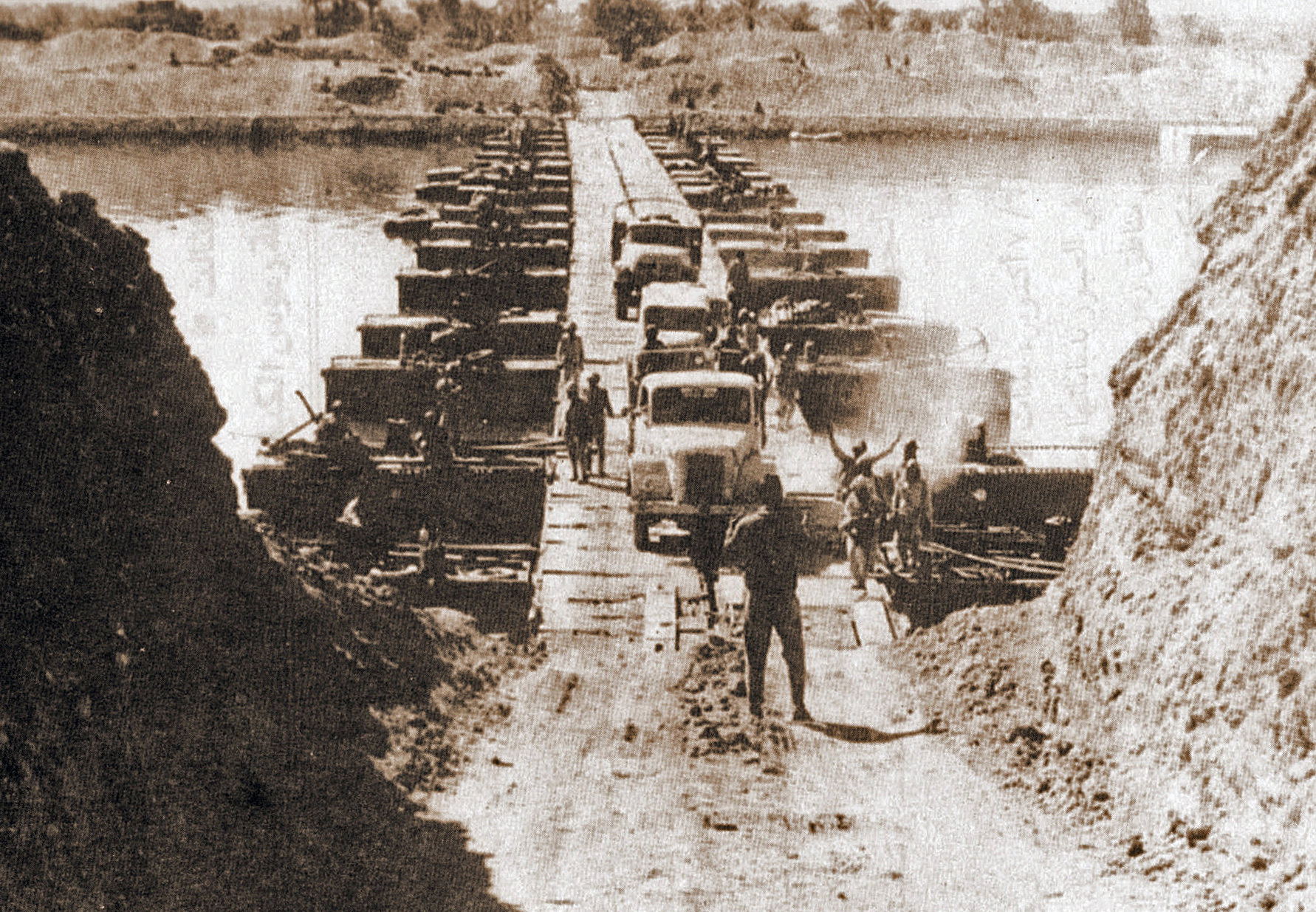
شاحنات عسكرية مصرية تعبر جسرًا تم وضعه فوق قناة السويس في 7 أكتوبر 1973 خلال حرب يوم الغفران / حرب أكتوبر.

كانت الحصون التي بناها العدو في قطاع القنطرة شرق من أقوى حصون خط بارليف، البالغ عددها سبعة حصون. كما أن القتال داخل المدينة يحتاج إلى جهد حيث أن القتال في المدن يختلف عن القتال في الصحراء، ولذلك أستمر القتال شديدا خلال هذا اليوم.
واستمر ليلة 7/8 أكتوبراستخدم فيه السلاح الأبيض لتطهير المدينة من الجنود الإسرائيليين وتمكنت قوات الفرقة 18 بقيادة العميد فؤاد عزيز غالي في نهاية يوم 7 أكتوبر من حصار المدينة والسيطرة عليها تمهيدا ً لتحريرها.
وجاء يوم الاثنين 8 أكتوبر وتمكنت الفرقة 18 مشاة بقيادة العميد فؤاد عزيز غالى من تحرير مدينة القنطرة شرق بعد أن حاصرتها داخليا ً وخارجيا ً ثم اقتحامها، ودار القتال في شوارعها وداخل مبانيها حتى انهارت القوات المعادية واستولت الفرقة على كمية من أسلحة ومعدات العدو بينها عدد من الدبابات وتم أسر ثلاثين فردا للعدو هم كل من بقى في المدينة وأذيع في التاسعة والنصف من مساء اليوم 8 أكتوبر من إذاعة القاهرة تحرير المدينة الأمر الذي كان له تأثير طيب في نفوس الجميع.
[هل المصدر موثوق به؟]